# All-Nippon-Airways-Flug 61
Der All-Nippon-Airways-Flug 61 ist ein Linienflug von Tokio-Haneda nach Neu-Chitose, auf dem am 23. Juli 1999 eine Boeing 747-400D entführt wurde.

## Flugzeug
Die zum Zeitpunkt der Entführung vier Jahre alte Boeing 747 mit dem Kennzeichen „JA8966“ absolvierte am 18. Juli 1995 ihren Erstflug, wurde am 11. Dezember 1995 an All Nippon Airways (kurz ANA) ausgeliefert und im Januar 2014 ausgemustert.

## Der Entführer
Yūji Nishizawa (jap. 西沢裕司 Nishizawa Yūji), geboren am 8. September 1970, war zum Zeitpunkt der Entführung 28 Jahre alt und arbeitslos. Er lebte im Tokioter Stadtbezirk Edogawa, war Luftfahrtenthusiast und kannte sich daher gut mit Cockpits aus. Er besuchte die private Musashi-Mittel- und Oberschule in Nerima und später die Hitotsubashi-Universität. Er litt unter Depressionen und nahm große Mengen an Serotonin-Wiederaufnahmehemmer.
Eigentlich hatte Nishizawa die Entführung für den 22. Juli geplant, wurde jedoch von seinen Eltern, die ein Messer und mehrere Flugtickets in seiner Tasche fanden, aufgehalten. Er hatte ihnen und seinem Psychiater zuvor erklärt, dass er alleine nach Hokkaidō reisen werde. Nishizawa hatte neben Flug 61 auch Tickets für Flug 83 nach Naha und Flug 851 nach Hakodate gebucht.

## Die Entführung
Flug 61 startete um 11:23 Uhr vom Flughafen Tokio-Haneda zum Flughafen Neu-Chitose. An Bord befanden sich die 14-köpfige Besatzung sowie 503 Passagiere, darunter 14 Kinder. Entführer Nishizawa stand kurz nach dem Start auf, schrie laut und bedrohte mit einem mitgeschmuggelten Küchenmesser eine Flugbegleiterin. Er befahl ihr, ihn ins Cockpit zu bringen.
Um 11:25 Uhr, also zwei Minuten nach dem Start, meldete der 51-jährige Kapitän Naoyuki Nagashima bei der Flugverkehrskontrolle eine Entführung. Nishizawa forderte den Kapitän zunächst auf, die Maschine nach Yokosuka zu fliegen, woraufhin das Flugzeug in Richtung Südwesten drehte. Nun befahl er, das Flugzeug nach Izu-Ōshima zu fliegen. Um 11:38 Uhr schloss Nishizawa den 34-jährigen Kopiloten Kazuyuki Koga aus dem Cockpit aus.
Um 11:55 Uhr tötete Nishizawa den Kapitän, übernahm die Kontrolle über das Flugzeug und ließ die Maschine teilweise bis auf eine Höhe von nur 300 Metern sinken. Kopilot Koga, dem die Gefahr bewusst war, stürmte zusammen mit anderen Passagieren, darunter auch einem als Passagier mitfliegenden ANA-Kapitän, das Cockpit. Nishizawa wurde überwältigt und die beiden Piloten ließen das Flugzeug auf eine sichere Flughöhe steigen. Um 12:03 Uhr informierte der Kopilot die Flugverkehrskontrolle über die Überwältigung des Entführers und den Tod des Kapitäns. Die Maschine drehte nach Tokio um und landete um 12:14 Uhr sicher auf dem Flughafen Tokio-Haneda. Der Entführer wurde sofort verhaftet und Kapitän Nagashima noch an Bord für tot erklärt.

## Nach der Entführung
Der Flughafen Tokio-Haneda verschärfte die Sicherheitskontrollen stark. Entführer Yūji Nishizawa gab an, dass er das Flugzeug entführt habe, um unter der Rainbow Bridge durchzufliegen und um Loopings und Dutch Rolls auszuführen. Zudem wird vermutet, dass er durch die Entführung zeigen wollte, wie einfach es war, in Japan ein Flugzeug zu entführen, denn er hatte bereits einen Monat vor der Entführung die Sicherheitslücke erkannt und den Flughafenbetreiber gewarnt, worauf es jedoch keine Reaktion gegeben hatte. Später wurde bekannt, dass Nishizawa das Asperger-Syndrom habe. Im März 2005 wurde er aufgrund psychischer Erkrankungen für nur teilweise schuldig befunden. Nishizawa wurde im selben Jahr zur lebenslangen Freiheitsstrafe verurteilt.
Die Familie von Kapitän Naoyuki Nagashima verklagte All Nippon Airways, die Regierung Japans und die Familie des Entführers. Sie einigten sich im Dezember 2007.